# Epilobium rubneri
Epilobium rubneri är en dunörtsväxtart som beskrevs av Karel Domin. Epilobium rubneri ingår i släktet dunörter, och familjen dunörtsväxter. Inga underarter finns listade i Catalogue of Life.